# Binbot
Binbot est un logiciel de téléchargement de fichiers sur Usenet. Binbot est disponible en français et en anglais depuis 2006.

## Fonctions
Assemblage et décodage de fichiers, décompression (RAR, ZIP), import de fichiers NZB, recherche Usenet intégrée.